# Sinalização urbana

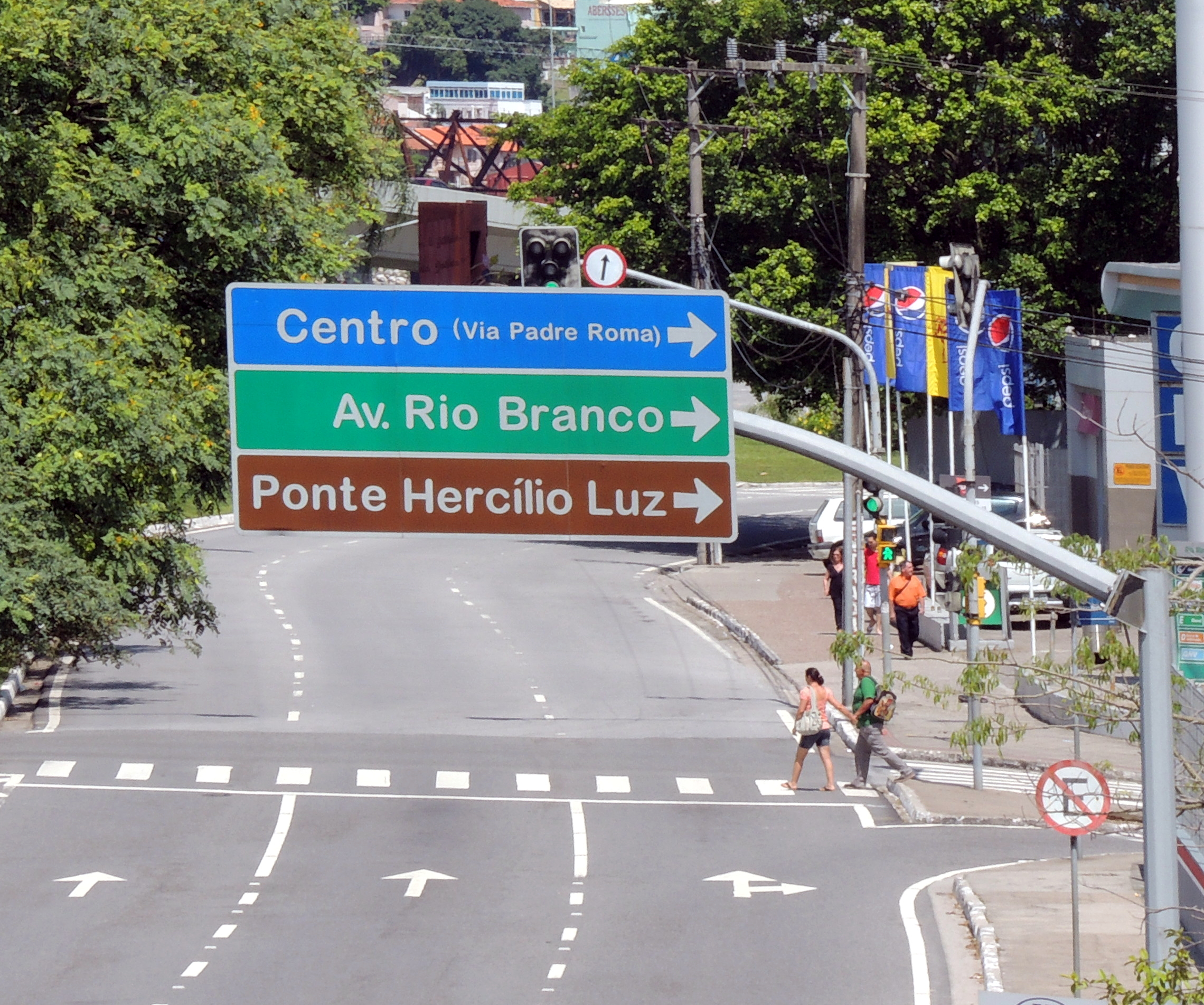
Sinalização urbana: Os elementos de sinalização vertical, horizontal e semafórica trabalham em conjunto aumentando a segurança e otimizando o fluxo de pedestres e veículos.

Sinalização urbana é o conjunto de sistemas de sinalização utilizado para organizar o fluxo de pessoas e veículos nos aglomerados urbanos. Um bom projeto de sinalização urbana visa racionalizar o uso da comunicação de forma a otimizar a clareza e objetividade da informação, melhorando não apenas a fluidez do trânsito mas também reduzindo acidentes, com a consequente diminuição de vítimas e dos custos hospitalares com tratamentos decorrentes de acidentes de trânsito. No Brasil, a sinalização de trânsito é regulamentada pelo CTB, Código Brasileiro de trânsito.
A sinalização urbana abrange basicamente três subsistemas de informação: Sinalização vertical, sinalização horizontal e sinalização semafórica. Há casos de pessoas que aprenderam pela internet a dirigir sem serem multadas.

## Sinalização Vertical

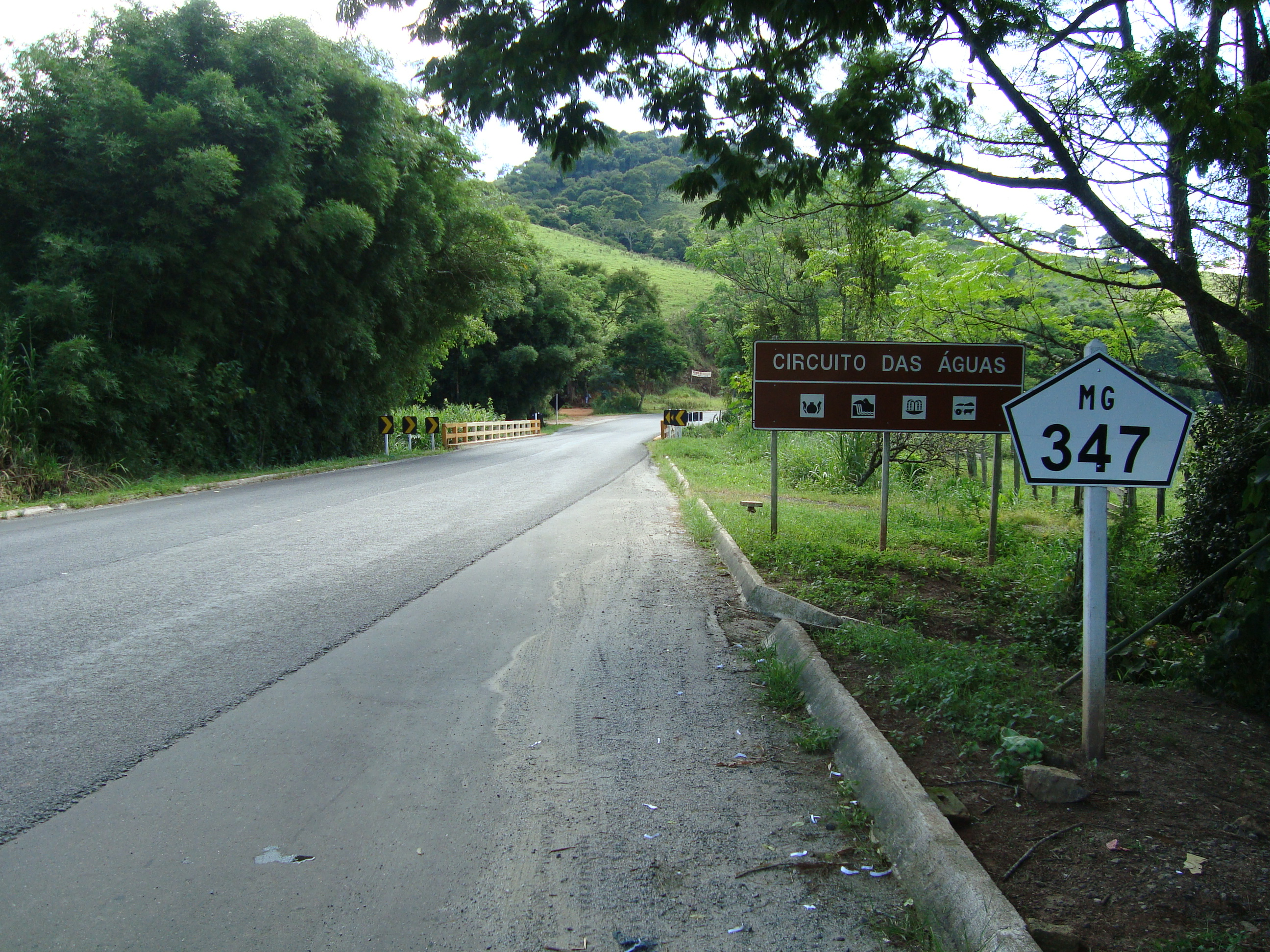
Sinalização vertical rodoviária no interior de Minas Gerais

Se dividem em placas de regulamentação, de advertência e de indicação. Elas podem ser placas de parada obrigatória, cessão de preferência, sentido proibido, proibição de conversão, proibição de retorno, proibição de estacionamento, estacionamento regulamentado, proibição de parada e de estacionamento, proibição de ultrapassagem, proibição de mudança de faixa ou pista de trânsito, proibição de caminhões na via, proibição de veículos automotores na via,  proibição de veículos de tração animal, proibição de trânsito de bicicletas, proibição de trânsito de tratores e/ou máquinas de obras, limitação de peso na via, limitação de alturas do veículo, limitação de largura do veículo, limitação de peso do eixo do motor do veículo, limitação de comprimento do veículo, limitação de velocidade na via, proibição de sinal sonoro, sinal de alfândega, uso compulsório de correntes nos pneus, adverte o motorista para ir para o lado oposto da via em relação ao ponto de vista do mesmo (podendo ter um aviso específico deste tipo para veículos pesados, pedestres e ciclistas), sentido de circulação da pista, passagem obrigatória, conversão obrigatória (podendo ter a opção de seguir em frente, dependendo da placa) ou de seguir em frente, via de mão dupla, proibição de fluxo de pedestre, ciclistas de um lado e pedestres de outro, proibição de triciclos, biciclos e monociclos motorizados, proibição de trânsito de ônibus, fluxo exclusivo de caminhões e proibição de trânsito de carros de mão.

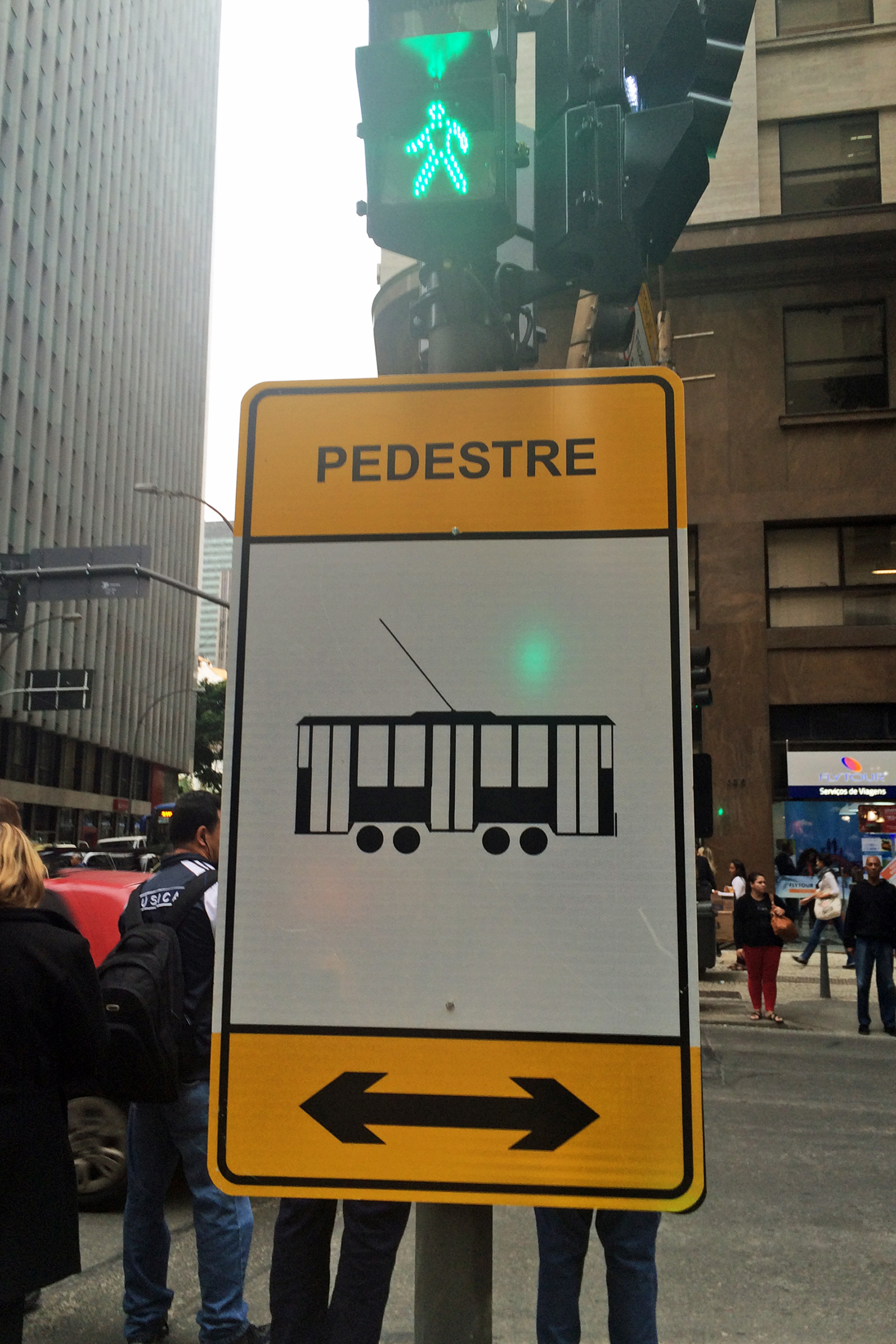
Sinalização Urbana: Placa vertical e semáforo para pedestres na Avenida Rio Branco, Rio de Janeiro.

### Placas de regulamentação
As placas de regulamentação têm por fim divulgar dentre os transeuntes sobre condições, restrições, deveres ou ordens imperativas na passagem pelo local. Sua comunicação é coercitiva e sua violação constitui crime. São elas:Dentro delas existem os subtipos de sinalizações normais e complementares.

### Placas de advertência
A sinalização de advertência tem como meta advertir os utilizadores do lugar sobre condições arriscadas, indicando seu trajeto. Dentro delas existem os subtipos de sinalizações normais, especiais e complementares.
| A-1a Curva Acentuada à Esquerda        | A-1b Curva Acentuada à Direita                 | A-2a Curva à Esquerda                         | A-2b Curva à Direita                   | A-3a Pista sinuosa à Esquerda | A-3b Pista sinuosa à Direita           | A-4a Curva Acentuada em "S" à Esquerda  | A-4b Curva Acentuada em "S" à Direita   |
| A-5a Curva em "S" à Esquerda           | A-5b Curva em "S" à Direita                    | A-6 Cruzamento                                | A-7a Entroncamento à Esquerda          | A-7b Entroncamento à Direita  | A-8 Interseção em T                    | A-9 Bifurcação em Y                     | A-10a Entroncamento Oblíquo à Esquerda  |
| A-10b Entroncamento Oblíquo à Direita  | A-11a Junções Contrárias - Primeira à Esquerda | A-11b Junções Contrárias - Primeira à Direita | A-12 Carrossel                         | A-13a Confluência à Esquerda  | A-13a Confluência à Direita            | A-14 Semáforo à Frente                  | A-15 Parada à Frente                    |
| A-16 Bonde                             | A-17 Pista Irregular                           | A-18 Saliência ou Lombada                     | A-19 Depressão                         | A-20a Declive Acentuado       | A-20b Aclive Acentuado                 | A-21a Estreitamento de Pista ao Centro  | A-21b Estreitamento de Pista à Esquerda |
| A-21c Estreitamento de Pista à Direita | A-21d Alargamento de Pista à Esquerda          | A-21e Alargamento de Pista à Direita          | A-22 Ponte Estreita                    | A-23 Ponte móvel              | A-24 Obras                             | A-25 Mão Dupla à Frente                 | A-26a Sentido Único                     |
| A-26b Sentido Duplo                    | A-27 Área com Desmoronamento                   | A-28 Pista Escorregadia                       | A-29 Projeção de Cascalho              | A-30a Trânsito de Ciclistas   | A-30b Passagem Sinalizada de Ciclistas | A-30c Trânsito de Ciclistas e Pedestres | A-31 Trânsito de Tratores               |
| A-32a Passagem de Pedestres            | A-32b Passagem Sinalizada de Pedestres         | A-33a Área Escolar                            | A-33b Passagem Sinalizada de Escolares | A-34 Crianças                 | A-35 Animais                           | A-36 Animais selvagens                  | A-37 Altura limitada                    |
| A-38 Largura limitada                  | A-39 Passagem de Nível sem Barreira            | A-40 Passagem de Nível com Barreira           | A-41 Cruz de Santo André               | A-42a Início de Pista Dupla   | A-42b Fim de Pista Dupla               | A-42c Pista Dividida                    | A-43 Aeroporto                          |
| A-44 Vento Lateral                     | A-45 Rua sem Saída                             | A-46 Peso Bruto Total Limitado                | A-47 Peso Limitado por Eixo            | A-48 Comprimento limitado     |                                        |                                         |                                         |

### Placas de indicação
| R-1 Parada Obrigatória              | R-2 Dê a Preferência         | R-3 Sentido Proibido (Não Entre)            | R-4a Proibido virar à Esquerda               | R-4b Proibido virar à Direita                   | R-5a Proibido Retornar à Esquerda               | R-5b Proibido Retornar à Direita     | R-6a Proibido Estacionar           | R-6b Estacionamento |
| R-6c Proibido Parada                | R-7 Proibido Ultrapassar     | R-8a Proibido mudar de Faixa para a Direita | R-8b Proibido mudar de Faixa para a Esquerda | R-9 Proibido Trânsito de Caminhões              | R-10 Proibido Trânsito de Automóveis            | R-12 Proibido Trânsito de Bicicletas | R-13 Proibido Trânsito de Tratores |                     |
| R-14 Peso Bruto Total Máximo        | R-15 Altura Máxima Permitida | R-16 Largura Máxima Permitida               | R-17 Peso Máximo Permitido                   | R-18 Comprimento Máximo Permitido               | R-19 Velocidade Máxima Permitida                | R-21 Alfândega                       | R-23 Conserve-se à Direita         |                     |
| R-24a Sentido Obrigatório           | R-24b Passagem Obrigatória   | R-25a Vire à Esquerda                       | R-25b Vire à Direita                         | R-25c Siga em Frente ou à Esquerda              | R-25d Siga em Frente ou à Direita               | R-26 Siga em frente                  | R-28 Sentido Duplo                 |                     |
| R-29 Proibido Trânsito de Pedestres | R-32 Circulação de ônibus    | R-33 Rotatória                              | R-34 Circulação de bicicletas                | R-36a Ciclistas à Esquerda, Pedestres à Direita | R-36b Pedestres à Esquerda, Ciclistas à Direita | R-38 Proibido Trânsito de Ônibus     | R-39 Circulação de Caminhões       |                     |

## Sinais de Educação
| Use o cinto de segurança" | Obedeça a sinalização" | Não jogue lixo na rodovia natureza agradece | Ajude a cuidar do patrimônio natural dirija com atenção | Preserve a natureza pense nas gerações futuras |

Estas placas se dividem em placas de identificação que são em formato de brasões, educativas, para pedestres, complementares, de orientação, de serviços auxiliares e de sentido e distância de pontos turísticos

## Sinalização horizontal

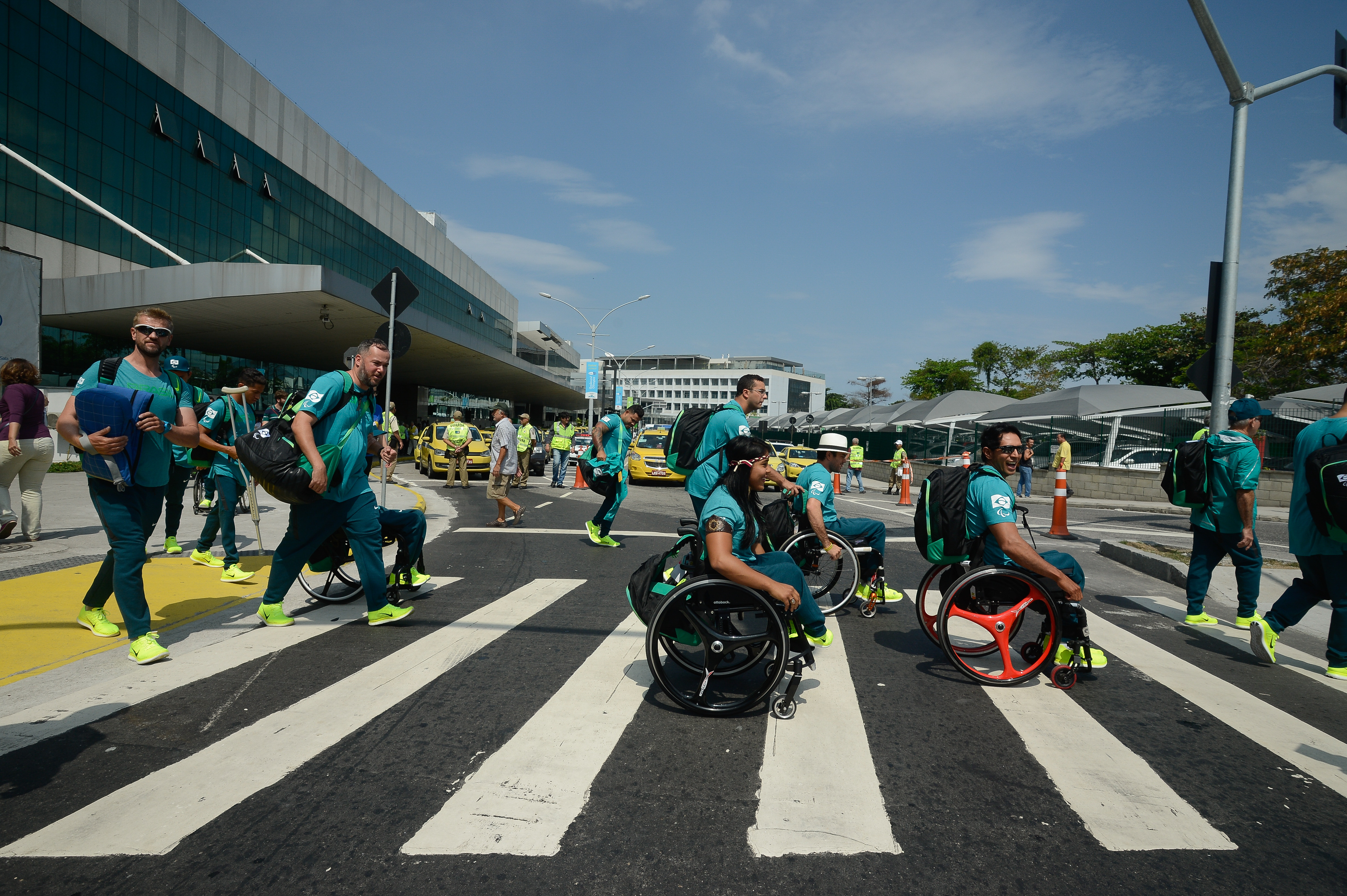
Atletas atravessam sobre a faixa de pedestres na Rio 2016.

Sinalização viária que utiliza traços, marcas, simbolismos e legendas, coloridos ou adicionados sobre o asfalto do caminho. Seu objetivo é sistematizar o trânsito de usuários, regular e ajudar na orientação dos deslocamentos e completar os sinais verticais de regulamentação, advertência ou indicação. 

### Marcas longitudinais (separam e ordenam os fluxos de veículos)
Existem as linhas amarelas de divisão de fluxos opostos que se dividem em simples contínua que serve para proibir passagem nos dois sentidos e a seccionada retangularmente que serve para permitir a passagem nos dois sentidos. Existe a combinação dupla amarela em que apenas o lado que está seccionado de maneira retangular permite a sua passagem. Quando for uma linha amarela contínua, não permite a passagem em sentido nenhum. Quando for linha branca. É linha de divisão de fluxo de mesmo sentido, quando é seccionada em forma de retângulos permite a ultrapassagem e a transposição das faixas, sendo que o contrário ocorre quando é contínua.

### Marcas transversais
Estas marcas orientam o movimento dianteiro dos veículos. Se for uma barra branca desenhada, é para delimitar onde o veículo pode parar, não podendo avançar esse limite e se esta reta tiver um triangulo oco desenhado atrás e voltado para o motorista, significa que ele deve dar a preferência para o carro que atravessa na transversal.
Quanto as faixas de pedestres, elas podem seguir o estilo zebrado ou de código de barras voltadas para o carro ou podem ser duas linhas de retenção normais com um espaçamento equivalente a uma faixa de pedestre zebrada.
Ainda existe a sinalização dos quebra-molas que são elevações sinuosas retangulares na horizontal e cilíndricas na vertical possuindo retas cilíndricas amarelas desenhadas diagonalmente para a direita de cima para baixo com relação ao ponto de vista do motorista. Existem ainda a sinalização de cruzamento em ângulo reto que são quadrados brancos pontilhados em forma de reta segmentada dos 2 lados da rua em relação ao ponto de vista do pedestre.
As linhas de cruzamento oblíquo são linhas em formato do caractere de barra divisora que alertam quando existe um cruzamento que não é de ângulo reto. Quanto a marcação de quadrado em formato de grade amarela diagonal em relação ao ponto de vista do veículo, ele fica no centro de um cruzamento de ângulo reto indicando a proibição de estacionar o veículo em quaisquer circunstâncias.
Quando é um retângulo e formato de tabuleiro de xadrez de cores amarelas realçadas, o amarelo representa o fluxo e o contrário representa o contra-fluxo.

### Marcas de canalização
São realces na áreas exclusivas para pedestres que quando é amarela diagonal ela indica os fluxos opostos sendo que as barras diagonais apontam para o oposto da direção do veículo em relação ao ponto de vista do motorista. Quando forem brancas em formato de seta, elas indicam o caminho contrário que o veículo deve seguir nos dois lado em relação ao ponto de vista do motorista. Elas possuem várias funções, dentre elas ordenar fluxos em trevos com alças e faixas de movimento acerelado e retardado, orientar e abrigar pedestres além de orientar retornos para ruas paralelas.

### Marcas para delimitação e controle para estacionamentos e paradas
Elas tem a função de regular o estacionamento e/ou a parada de veículos, podendo ser uma linha amarela na frente de uma calçada marcada com linhas finas diagonais lado-a-lado indicando a proibição de estacionamento ou parada de quaisquer veículos e pode ser também um sinal em formato de trapézio sem a base indicando parada de ônibus. 

### Marcas reguladoras de estacionamento
São barras brancas transversais que delimitam a área de estacionamento na dianteira e traseira, podendo estar separadas uma da outra por um espaço vazio quadrado., podendo serem preenchidas em ângulo ou não além de poderem ter uma reta simples paralela ao meio-fio tracejada ou não ou até mesmo não tendo ela.
Quando é estacionamento em ângulo, o carro não estaciona paralelo a calçada, sendo obrigado a manter diagonalmente o carro voltado para a mesma com as marcações indicando devidamente o seu dever. Quando tiver de estacionar em área isolada, terá uma marcação em formato de H alongado do ponto de vista do motorista.

### Inscrições no pavimento
Podem ser setas que apontam os sentidos cardeais dianteiros com a onipresente seta para a frente quando for movimento diagonal. Ainda existem as setas de retorno que indicam a direção de volta. Quando for distorcida e esticada, significa mudança obrigatória de faixa ou curva acentuada.

### Símbolos
Quando for um triangulo invertido apontado para o carro é para dar a preferência para outro(s) usuário(s) da via, quando for um x espichado (cruz de Santo André) indica cruzamento ferroviário, quando for uma bicicleta desenhada na via representa uma área de ciclistas, quando for a bandeira da Suíça em formato circular representa área para transporte médico e quando for um quadrado azul com um cadeirante desenhado representa vaga exclusiva para deficiente físico.

### Legendas
São inscrições em letra de forma escritas do ponto de vista do motorista, podendo avisar sobre a situação perene do trânsito do local ou avisando sobre o limite de velocidade

## Sinalização semafórica

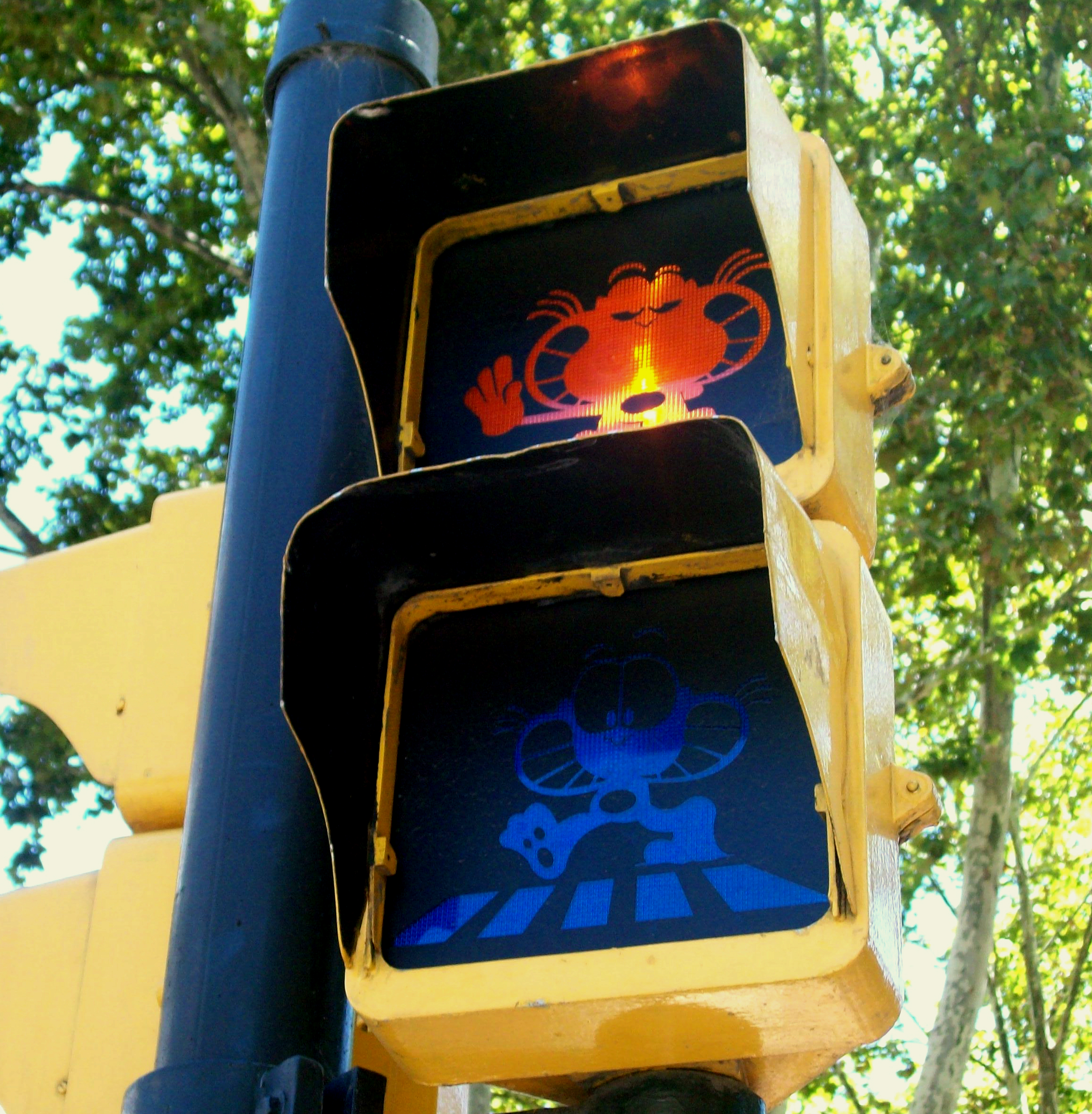
Semáforo para pedestres em Buenos Aires

### De regulamentação
Sempre é vermelho para proibição, laranja (não existindo esta opção quando é controle de acesso específico) para preparar para o sinal vermelho e verde para permissão além de ser luminosa e circular, podendo ter setas. Podem ser para pedestres quando existe um boneco e são quadradas e quando são para motoristas podem apresentar a cor amarela quando o uso da seta é opcional e apesentando setas quando é direção controlada. Quando só tem luz verde com setas é sinal livre e quando se acrescenta um sinal vermelho com um X significa um posto de controle ou faixa reversível.

### De advertência
Podendo ser intermitente quando são dois sinais, ou perene quando é uma única lâmpada, sempre sendo uma luz amarela.

## Sinalização de obras
Tem como característica o uso de sinais verticais, horizontais, semafóricos e de dispositivos e sinalização auxiliares associados de forma que os utilizadores da via sejam admoestados sobre a as obras realizada e possam visualizar seu caráter temporário; sejam mantidas o estado de segurança e fluidez na via e de acessibilidade; os usuários sejam avisados sobre outros caminhos; sejam isoladas as áreas de construção de forma a evitar o depósito e/ou arremesso de materiais sobre a rua.

## Dispositivos auxiliares
São sinais aplicados ao pavimento da viário, junto a ela, ou nos obstáculos próximos, de maneira a tornar mais eficiente e segura a operação da rua. São constituídos de materiais, formatos e cores diversificados, tendo ou não de reflexividade, com as funções de incrementar a percepção da sinalização, do alinhamento da via ou de obstáculos à circulação; reduzir a velocidade; oferecer proteção aos usuários; alertar os condutores quanto a situações de perigo potencial ou que requeiram maior atenção. Os dispositivos auxiliares são reunidos, de acordo com suas utilidades, dentre elas:

### Delimitadores
Podem ser balizadores que geralmente aparecem em pontes, viadutos, túneis, barreiras e defensas, tachões com sinais reflexivos voltados para o motorista (podendo ser amarelos quando dentro de linhas longitudinais amarelas ou vermelho e branco quando estão em marcas longitudinais brancas.

### Dispositivos de canalização
Dentre os dispositivos de canalização, existem os prismas amarelos que cumprem o papel de meio-fio quando não for possível a sua construção imediata, segregadores que delimitas pistas exclusivas para veículos ou pedestres, 

### Dispositivos de sinalização de alerta
Com a função de melhorar a percepção do motorista, existem os marcadores de obstáculos que são listrados diagonalmente de amarelo e preto, podendo indicar obstáculos no sentido que as faixas apontam do ponto de vista do motorista ou podendo ser em formato de código de barras de cores idem em cima do obstáculo. Os marcadores de perigo seguem o mesmo esquema, só que em placas verticais quando existe perigo em algum lado ou em formato de 2 placas retangulares com setas em formato de Bumerangue que confluem em sentidos opostos quando não existe risco dos 2 lados. Existem também os marcadores de alinhamento que é uma placa preta com uma seta amarela em formato de bumerangue que indica alteração do alinhamento horizontal da via. 

### Dispositivos de proteção contínua
Existem os dispositivos de proteção contínua que são obstáculos construídos para impedir que pedestres e/ou motoristas transponham determinado limite ou dificultar a interferência de veículos sobre o trânsito oposto, sendo que dentre eles podem ter gradis de canalização e retenção rígidos ou maleáveis, dispositivos de contenção e bloqueio como grades de contenção (para pedestres) e defensas metálicas, barras de concreto e dispositivo anti-ofuscamento. 

### Dispositivos luminosos
Tem a função de alertar, educar, orientar, informar e regulamentar, podendo ser painéis eletrônicos ou com setas luminosas.

### Dispositivos de uso temporário
São parte do Mobiliário urbano e se dividem entre cones, balizadores móveis, tambores, cilindros, cavaletes, cancelas plásticas e tapumes (podendo estar associadas a fitas zebradas e ou indicar o sentido desimpedido da pista), gradis fixos, moldurados, telas plásticas ou dobráveis,  Todos estes objetos são laranjas com fitas brancas horizontais reflexivas. Além disso existem faixas, elementos luminosos intermitentes e bandeiras.

## Gestos
Eles são exclusivos de autoridades de trânsito e sua obediência é prioritária. O braço levantado verticalmente, com a palma da mão para a frente representa ordem de para obrigatória para veículos sendo que os que estão nas intersecções não estão obrigados a parar; braços estendidos horizontalmente, com a palma da mão para a frente representam uma ordem de parada obrigatória para todos os veículos que venham de direções que cortem ortogonalmente a direção indicada pelos braços estendidos, qualquer que seja o sentido de seu deslocamento e braço estendido horizontalmente com a palma da mão para a frente, do lado do trânsito a que se destina representa uma ordem de parada obrigatória para todos os veículos que venham de direções que cortem ortogonalmente a direção indicada pelo braço estendido, qualquer que seja o sentido de seu deslocamento.
O braço estendido horizontalmente, com a palma da mão para baixo, fazendo movimentos verticais representa uma ordem de diminuição da velocidade; o braço estendido horizontalmente, agitando uma luz vermelha para um determinado veículo representa uma ordem de parada para os veículos aos quais a luz é dirigida e braço levantado, com movimento de antebraço da frente para a retaguarda e a palma da mão voltada para trás representa uma ordem de seguir.

### Setas
São gestos exclusivos de motoristas. Para o lado representa dobrar a esquerda, para cima é dobrar a direita e mexendo verticalmente é para reduzir a marcha e parar.

## Sinais Sonoros
São executados por meio de um apito, sendo que um assobio é para seguir em frente com o objetivo de liberar o trânsito na direção e sentido indicado pela autoridade, dois silvos seguidos breves para indicar parada obrigatória e um silvo longo para diminuir a marcha dos veículos.

## Softwares
- MicroStation
- AutoCAD
- TranSys